# Rolf-Dietrich Ratzmann

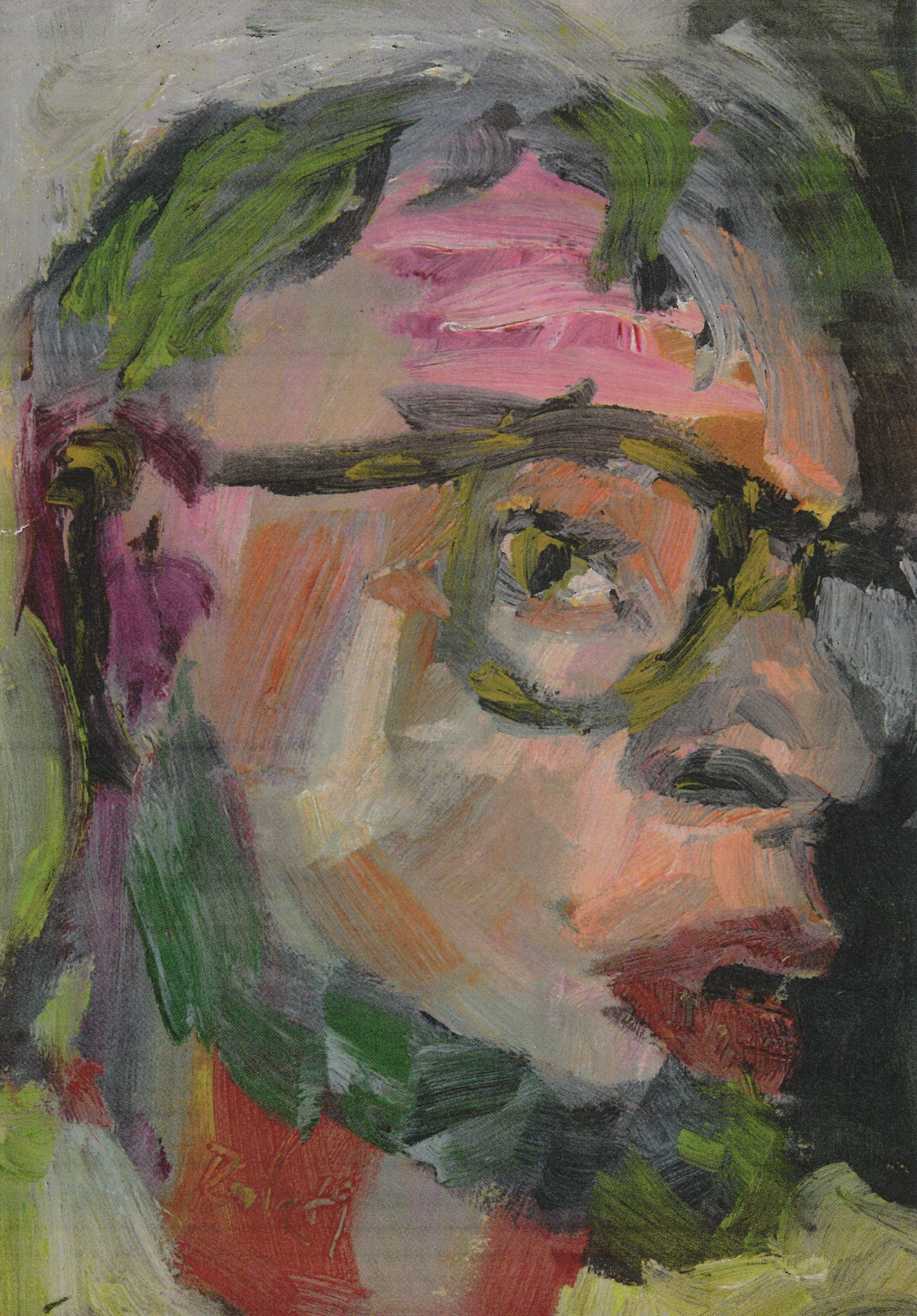
Rolf-Dietrich Ratzmann, Selbstporträt 1989

Rolf-Dietrich Ratzmann (* 26. April 1944 in Zeitz; † 9. April 1992 in Hogenbögen nahe Cloppenburg, Niedersachsen) war ein deutscher Maler, Grafiker und Kunsterzieher.

## Leben
Ratzmann verlebte in Lünen (Westfalen), wohin 1953 seine Eltern mit dem damals Neunjährigen aus der DDR geflüchtet waren, seine weitere Kindheit und Jugend. Schon während seiner Schulzeit auf dem Freiherr-vom-Stein-Gymnasium (Lünen) entfaltete sich sein großes Interesse an der Malerei. Von 1962 bis 1965 studierte er Gebrauchsgrafik an der Werkkunstschule Dortmund. Ein einjähriges Stipendium führte ihn 1965 an das College of Arts nach Leeds (England), wo er sein Grafikstudium fortführte, aber auch schon Meisterschüler für freie Malerei wurde. 1966 folgte ein weiteres Jahresstipendium an der Ecole Nationale Supérieure des Beaux Arts, Paris. Das sich in den Jahren 1967 bis 1969 anschließende Studium an der Staatlichen Hochschule für Bildende Künste, Hamburg, schloss Ratzmann unter anderem mit dem Erwerb der Lehrbefähigung für den Kunstunterricht an Gymnasien ab. Danach kehrte er nach Lünen zurück und arbeitete dort als Künstler und als Kunsterzieher am Freiherr-vom-Stein-Gymnasium. 1988 ließ er sich von der schulischen Lehrtätigkeit freistellen und arbeitete bis zu seinem Tod selbständig als Maler.
Ratzmanns expressive Kunst wird mitunter als „neo-expressionistisch“ charakterisiert, doch wird diese Etikettierung nach Ansicht des Kritikers Ludwig Zerull „[dem] Ernst dieses Künstlers, der als Maler in der Expressionisten-Nachfolge […] falsch eingeschätzt wäre“, nicht gerecht. Ratzmann selbst charakterisierte 1981 in einem Tagebucheintrag seinen künstlerischen Ansatz so: „Ich benutze nur dicke Pinsel, um jede Kleinlichkeit zu vermeiden. Geschicklichkeit ist der Tod meiner Malerei.“
Die dynamische Linienführung und das Arbeiten mit starken Farben bestimmten, ähnlich wie das des französischen Malers Maurice de Vlaminck (1876–1958), sein Werk.
Ratzmann war verheiratet und hinterließ Ehefrau und zwei Töchter. 1999 ehrte ihn die Stadt Lünen, mit der er zeitlebens verbunden war, indem sie eine Straße nach ihm benannte.

## Werke (Auswahl)
- Das Rote Boot im Wald, Öl auf Nessel, 1965 (115×150)
- Dickmadame, Öl auf Leinwand (L), 1965 (100×75)
- Südlicher Hafen, Öl, 1965 (180×200)
- Landschaft in der Provence, Öl, 1971 (75×100)
- Bauernhäuser in Hogenbögen. Öl, 1978 (107×80)
- Dubrovnik, Acryl, 1984 (34×47)
- Allegorisches Paar, Öl, 1987 (100×100)
- Provence, Öl, 1989, (75×100)
- Schloss Schwansbell, Acryl, 1989 (41×40)
- Selbstporträt, Öl, 1989 (50×30)
- Schiefer Turm in Ligurien, Acryl, 1989 (36×48)
- Olivenhain, Öl, 1990 (100×100)
- Gehöft auf Teneriffa, Acryl, 1990 (24×32)
- Straßenschlucht New York, Öl, 1990 (120×150)
- Stehender Akt, Öl, 1990 (130×75)
- Atelierausblick, Öl, 1991 (100×130)
- Landschaft, Öl, 1992 (100×130)

## Ausstellungen (Auswahl)
- 1967: Galerie Heide, Marburg
- 1968: Märkisches Museum, Witten
- 1970: Town Center, Swinton / Manchester (GB)
- 1972: Heinz-Hilpert-Theater, Lünen
- 1973: Torhaus Rombergpark, Dortmund
- 1975: Kreishaus, Unna
- 1976: Stadthaus Werne
- 1977: Huddersfield Art Gallery
- 1979: Foyer der Oper Dortmund (Retrospektive)
- 1979: Galerie M. J. C. Chilly, Paris
- 1980: Neue Galerie Lünen
- 1984: Auswärtiges Amt, Bonn
- 1986: Wilhelm-Morgner-Haus, Soest
- 1987: Wilhelm-Morgner-Haus, Soest
- 1989: Parlamentarische Gesellschaft, Bonn
- 1997: Schloss Cappenberg, Selm (Kreis Unna)
- 2003: Schloss Moritzburg, Zeitz
- 2004: Stadtgalerie im Hansesaal, Lünen
- 2005: Rathaus, Visbek
- 2006: Schloss Moritzburg, Zeitz
- 2007: Stadtgalerie im Hansesaal, Lünen
- 2012: Stadtgalerie im Hansesaal, Lünen
- 2015: Jubiläumsausstellung Wohnungsbaugenossenschaft eG Lünen